# 勒潘 (汝拉省)
勒潘（法語：Le Pin，法語發音：[lə pɛ̃] ⓘ）是法国汝拉省的一个市镇，位于该省西部，属于隆斯勒索涅区。

## 地理
勒潘（46°42'30"N, 5°34'11"E）面积2.82 平方千米，位于法国勃艮第-弗朗什-孔泰大區汝拉省，该省份为法国东部内陆省份，北起上索恩省，西北接科多尔省，西临索恩-卢瓦尔省，南至安省，东与杜省和瑞士接壤。
与勒潘接壤的市镇（或旧市镇、城区）包括：蒙坦、希耶、莱图瓦勒、拉维尼、帕讷西耶尔、普莱努瓦索、下皮蒙新城。

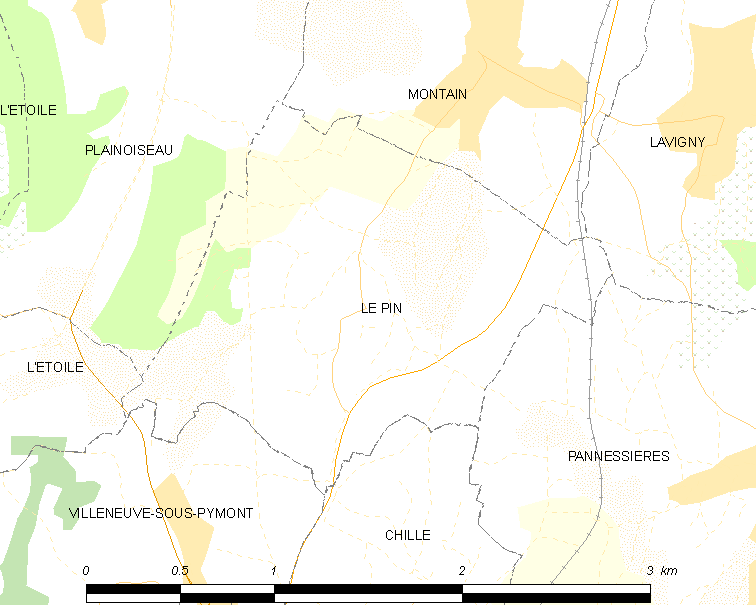
的OSM定位图

勒潘的时区为UTC+01:00、UTC+02:00（夏令时）。

## 行政
勒潘的邮政编码为39210，INSEE市镇编码为39421。

## 政治
勒潘所属的省级选区为波利尼县。

## 人口

1962-2008年间人口变化图示

勒潘于2022年1月1日时的人口数量为237人。